# Новозеландское плато

На юго восток от Новой Зеландии простирается две части плато — поднятие Чатем и плато Кэмпбелл

Новозеландское плато — обширная подводная возвышенность на юго-западе Тихого океана. Является частью почти затопленного континента Зеландия.
Представляет собой складчатое поднятие, сложенное палеозойскими и мезозойскими породами. Континентальная кора мезозойского происхождения. Грунты северной части представлены илисто-песчаными отложениями, южной части — преимущественно ракушечник.
Длина на 2000 км, ширина до 1000 км. Средние глубины 200—1000 м. Преобладающая глубина 500 м.
В средней части плато пересечено жёлобом Баунти, глубина которого колеблется от 1500 до 4000 метров. Этот жёлоб разделяет плато на 2 части: северную — поднятие Чатем и южную — плато Кэмпбелл.
Острова Новой Зеландии поднимаются с подводного Новозеландского плато и следуют крупной линии разлома, продолжающейся вдоль глубоководных впадин Кермадек и Тонга. Также на плато располагаются острова Чатем, Баунти, Антиподов и другие.